# Coelinidea calcara
Coelinidea calcara är en stekelart som beskrevs av Riegel 1982. Coelinidea calcara ingår i släktet Coelinidea och familjen bracksteklar. Inga underarter finns listade i Catalogue of Life.